# Danh sách thành phố Bahamas
Danh sách các thành phố ở Bahamas:
- Alice Town
- Andros Town
- Arthur's Town
- Clarence Town
- Cockburn Town
- Colonel Hill
- Coopers Town
- Dunmore Town
- Freeport
- Freetown
- George Town
- Great Harbour
- High Rock
- Marsh Harbour
- Matthew Town
- Nassau
- Nicholls Town
- Rock Sound
- Snug Corner
- Sweeting Cay

## 10 thành phố lớn nhất
1. Nassau*thủ đô - 226.100
2. Freeport - 50.400
3. Coopers Town - 7.200
4. Marsh Harbour - 4.600
5. Freetown - 4.100
6. High Rock - 3.900
7. Andros Town - 3.500
8. Clarence Town - 2.200
9. Arthur's Town - 1.700
10. Dunmore Town - 1.500